# Neapoli, Salonic
Neapoli este un oraș în prefectura Salonic în Grecia.